# 佩里-拉厄特
佩里-拉厄特（法語：Péry-La Heutte）是瑞士联邦伯尔尼州伯尔尼汝拉区的市镇。该市镇面积为23.57平方千米，海拔高度635米，2018年12月31日人口数为1,900。2015年1月1日，佩里-拉厄特由原市镇佩里与拉厄特合并而成。